# Спурий Навтий Рутил (консул 316 года до н. э.)
Спурий Навтий Рутил (лат. Spurius Nautius Rutilus) — политический деятель времён Римской республики.
Отца и деда Рутила звали также как и его. Сыном Спурия, возможно, был консул 287 года до н. э. Гай Навтий Рутил. В 316 году Рутил был избран консулом вместе с Марком Попиллием Ленатом. В тот год оба консула пребывали в столице, в то время как диктатор Луций Эмилий Мамерцин Привернат вёл войну против самнитов.